# بولغار
بولغار (الروسية: Болгар) هي مدينة ومركز إداري لمنطقة سباسك في روسيا، ضمن الكيان الفدرالي الروسي تتارستان. يبلغ عدد سكان المدينة حوالي 8,421 نسمة.
تقع مدينة بولغار على الضفة اليسرى لنهر الفولغا، على بعد 140 كيلومترًا (87 ميلًا) من مدينة قازان.

## تاريخ بولغار
تقع على نهر الفولغا، وقد أصبح الإسلام دينًا رسميًا للدولة الخانية البلغارية عام 922 ميلادية. منذ ذلك التاريخ، يتوافد آلاف المسلمين من التتار في يوم 21 مايو من كل عام لإحياء هذا الحدث ، حيث تحولت دولة البلغار من البوذية والمجوسية إلى دولة إسلامية.
لتأكيد أهمية هذا التاريخ للمسلمين في البلغار، قامت جمهورية تتارستان، بدعم من الرئيس رستم مينيخانوف، ومن قبله الرئيس السابق منتيمير شايمييف، بتأسيس صندوق النهضة للآثار التاريخية والثقافية في جمهورية تتارستان. وقد تم تنفيذ جهود للمحافظة على تاريخ المسلمين في وسط روسيا، حيث بدأت عمليات ترميم وإحياء لعاصمة دولة الخانية البلغارية في مدينة بلغار.
استثمرت دولة تتارستان أكثر من 100 مليون دولار في عمليات التنقيب وإعادة الترميم لأقدم مدينة إسلامية على نهر الفولغا، وتم إنشاء متحف يروي قصة الحياة في تلك البلاد. كما تم تصميم أكبر نسخة من المصحف الشريف في العالم للتزيين، بالإضافة إلى إحياء المساجد القديمة وبناء المسجد الأبيض، الذي يُعتبر لوحة فنية مستوحاة من تصميم ضريح تاج محل الشهير في الهند.
ويرجع تاريخ التتار إلى منطقة الطي في جنوب غرب سيبريا وبالقرب من الحدود مع الصين، حيث تفرقوا إلى 4 أقسام، قسم منها اتجه نحو تركيا والدول المجاورة لها، وجزء إلى بعض الدول العربية - وهم أقلية - وثالث إلى بلغاريا ورابعهم استوطن منطقة بلغار والتي أصبحت دولة إسلامية فيما بعد.
وصوّت البرلمان التتري في عام 2010 على إعلان يوم 21 مايو من كل عام عيداً رسمياً في الدولة احتفالاً بإعلان الدين الإسلامي دينا رسميا للبلغار، والتي دمرها تيمور لنك 1336 والتي كانت تشغل آنذاك مساحات واسعة في الحوض الأوسط الفولغا.
ويعدّ أقدم وصف أجنبي لتتارستان ذلك الذي كتبه ابن فضلان عام 922، فقد زار أحمد بن فضلان دولة البلغار حاملاً رسالة من الخليفة العباسي «المقتدر بالله» إلى قلب القارة الآسيوية في مكان عُرف وقتها باسم «أرض الصقالبة»، تلبية لطلب ملكهم في التعريف بالدين الإسلامي، عله يجد إجابة للسؤال المثار وقتها «كيف استطاع ذلك الدين الآتي من قلب الصحراء أن يكوّن تلك الإمبراطورية الضخمة التي لم تضاهها سوى إمبراطورية الإسكندر المقدوني؟».
417 هكتارا.
تبلغ مساحة مدينة البلغار التاريخية والتي تتمتع بجو رائع وتكسو جبالها وأوديتها الخُضرة من كل جانب - ما يقارب 417 هكتارا من الأرض الواقعة على نهر الفولغا لم يتم التنقيب عن الآثار القديمة إلا في مساحة 3% منها فقط ، ولا تزال تلك المدينة غنية بآثارها العديدة والتي كانت تنبض بالحياة على مدى تاريخها، حيث تدل المئات من القطع الأثرية على أن المدينة كانت سبّاقة في الحضارة واستخدام أفضل الوسائل في تلك العصور، سواء في الكتب الإسلامية أو التاريخية وقطع الأواني المنزلية والأسلحة أو الملابس الحربية وغيرها الكثير من الكنوز التي تحويها مدينة البلغار.
ميناء ومتحف للأطلال البلغارية
تم تجهيز ميناء بري كبير لاستقبال السفن للراغبين من السياح والزوار للمدينة من مدينة قازان عاصمة تتارستان وحتى إلى مدينة البلغار التي تعتبر متحفاً عالمياً مفتوحاً، وتم تصميم مبنى الركاب المطل على نهر الفولغا ليفتح الرصيف على متحف «الأطلال البلغارية» وهو متحف ضخم مكون من 6 طوابق متوازية مع انحدار النهر ومجهزة بجميع وسائل الامان والتي تحوي المئات من القطع التاريخية النادرة والرموز والنقوش والكتب والآثار التي تحكي اسطورة الحياة في تلك المدينة التي تعود إلى أكثر من 1000 عام.
طاحونة هوائية ومتحف زراعي
تحولت منازل التتر القديمة في منطقة البلغار والتي أقيمت من الخشب المبني بشكل هندسي رائع إلى متحف للزراعة التي كانت أهم الحرف والمهن للمسلمين التتر في تلك المنطقة، كما توجد طاحونة هوائية ضخمة ما تزال تقف شاهدة على حضارة مسلمي البلغار، حيث استخدموا طاقة الرياح لتشغيل طاحونة قمح الغلال لطحن الذرة والدقيق الذي يصنع منه الخبز ومختلف المعجنات الأخرى.
مئذنة من القرن الـ 14
في قلب المدينة القديمة تقف مئذنة شامخة تحارب الزمن يعود تاريخها إلى القرن الـ 14 ووفقا للأسطورة عن هذا المكان فقد بنيت في مكان دفن «قديسي البلغار» وماتزال في موقعها حتى الآن بجوار «قبر خان» وهو مقبرة لاحد خانات البلغار.

## تعانق حضاري
قال رئيس تتارستان السابق منتمير شايمييف «إن في ساحة تتارستان على ضفاف نهر الفولغا، هناك نصبان تذكاريان للحضارة الإنسانية: القرن العاشر - الحضارة البلغارية، والقرن السادس عشر - نصب تذكاري لثقافة الصقالبة، يبدو أن الله أراد لقوميات تتارستان كي تلفت نظرها إلى أحيائها وتشير المجتمع الروسي إليها» وبهذه الكلمات فإنه يقصد ذلك المنظر الفريد من تعانق المسجد والكنيسة في البلغار على غرار كرميلن قازان حيث تتواجد الكنيسة والمسجد جنباً إلى جنب.
كنيسة أوسبين
ليس ببعيد عن المسجد بُنيت كنيسة أوسبين الأرثوذكسية في مهد الإسلام في منطقة البلغار في القرن الـ 18 وقد أخذت مواد بنائها من الآثار والمقابر البلغارية للمسلمين.

## المواقع الأثرية
تبلغ مساحة مدينة البلغار التاريخية نحو 417 هكتارًا، لكن عمليات التنقيب شملت 3% فقط من المنطقة حتى الآن. المدينة غنية بالآثار التي تدل على الحضارة البلغارية القديمة، بما في ذلك مئذنة من القرن الرابع عشر وطاحونة هوائية تعود لتلك الفترة.

### متحف الأطلال البلغارية
تم إنشاء متحف ضخم مكون من ستة طوابق يعرض قطع أثرية من البلغار ويحتوي على رموز ونقوش تحكي قصة الحياة في المدينة.

### المسجد الأبيض
افتُتح المسجد الأبيض مؤخرًا، وهو معلم معماري مميز بني على طراز ضريح تاج محل في الهند. يضم المسجد مدرسة دينية وغرفًا لاستقبال الزوار، ويعدّ من أبرز المعالم الدينية في المنطقة.

## السكان
يشكل المسلمون 52% من سكان تتارستان، ويقدر عددهم بنحو 2.5 مليون نسمة، بينما يشكل المسيحيون الأرثوذكس 38%. المدينة تعتبر مركزًا للتعايش الديني بين المسلمين والمسيحيين منذ مئات السنين.

## المسجد الجامع
بُني هذا المسجد الجامع في القرن الـ 13 وهو أحد المباني الرئيسية في المدينة وما يزال محرابه موجوداً إلى يومنا هذا حيث تفصله عن المئذنة ساحة كبيرة كانت موقعاً لاحتفال المسلمين من التتار بدخول الإسلام إلى تلك البلاد البعيدة. ويضم المسجد الجامع المئذنة الشهيرة والتي تعتبر أطول بناء في المدينة القديمة وبنيت بارتفاع 24 متراً، ويعلوها هلال كبير.
قصة بئر عبد الرحمن
شربنا جميعاً من هذا البئر الذي يتدفق منه مياه عذبة ويتدلى بداخله دلو خشبي كبير مشدود بحبل أعلى البئر حاملاً مياه باردة تطفئ ظمأ العطشى، وهو نفس البئر الذي تروي الاساطير أن ابنة ملك البلغار حيدر خان كانت تعاني من مرض عضال واحتار الأطباء في علاجها، ولم تعالج إلا حينما وصل ثلاثة من صحابة رسول الله صلى الله عليه وسلم أحدهم عبد الرحمن بن الزبير والذي وضع عصاه في مكان البئر - بحسب الرواية - وتم حفر البئر في هذا الموقع حيث بارك النبي صلى الله عليه وسلم تلك العصا، وانفجر الماء من البئر القريب من نهر الفولغا، واغتسلت الفتاة من تلك المياه وشربت حتى شفيت من جميع أمراضها، وهو ما كان سبباً في إسلام أبيها ومن معه.

## المسجد الأبيض
يعدّ المسجد الأبيض الذي افتتح قبل عام واحد فقط في مدينة البلغار تحفة معمارية، حيث بني على غرار ضريح تاج محل في الهند ويعدّ المسجد مجمعا دينياً يضم المدرسة الدينية ومقر الالتقاء مع رجال الدين وغرفاً لاستقبال الضيوف.

## الانضمام لليونسكو
أكد مستشار الرئيس للعلاقات الخارجية مراد أن هناك محادثات مع اليونسكو حالياً لإدراج مدينة البلغار ضمن التراث الإنساني العالمي وتصنيفها من المدن التراثية العالمية للمحافظة عليها وتوثيق معالمها التاريخية.
وسط المدينة القديمة وتحت قبة نحاسية ضخمة وفي مبنى فخم وضع أكبر مصحف مطبوع في العالم ومرصّع بأجود الاحجار الكريمة في مدينة البلغار.. المصحف الشريف تمت طباعته وتصميمه في إيطاليا قبل عامين واستخدمت في طباعته نوعية خاصة من الورق الذي تم استقدامه من اسكتلاندا وتكلفت طباعة هذا المصحف الشريف مليون دولار.
وتم اختيار المطبعة الإيطالية التي قامت بطباعة هذا المصحف الشريف لأنها الأفضل في العالم التي تستطيع طباعة المصحف بالحجم الحالي والذي يبلغ مترين طولاً ومتر ونصف المتر عرضاً ويبلغ وزنه 800 كيلوغرام.

## أشهر مساجد تتارستان
خلال اللقاء تحدث مفتي تتارستان عن أقدم مساجد بلاده، ومنها مسجد رمضان، نور الله، بروناي، حذيفة بن اليمان، مسجد سلطان واشهرها «قل شريف» واقدمها مسجد مرجان والذي كان علامة وله أكثر من 30 مؤلفا وجد بعضها في مصر.
العلاقة مع الكنيسة
قال الشيخ كامل أنه لا توجد أي مشاكل دينية بين المسلمين والمسيحيين في تتارستان، فالكل يتعايش جنباً إلى جنب منذ مئات السنين في سلام ولله الحمد.
%52 من سكان تتارستان مسلمون
يشكل المسلمون الغالبية من سكان تتارستان، حيث يبلغ تعدادهم قرابة
2 مليون ونصف المليون نسمة يشكلون 52% من تعداد تتارستان بينما يبلغ عدد المسيحيين 38% من تعداد السكان البالغ تقريبا 4 ملايين نسمة وهناك نسبة قليلة من اليهود.
قال الفيلسوف الفرنسي الشهير جان بول سارتر: «في روح الإنسان ثقب بحجم الإله، وكل واحد يملؤه كما يستطيع». والإقليم المسمى اليوم تتارستان والداخل في تركيبة روسيا الاتحادية تمكن في تاريخه الممتد ألف سنة من أن يؤمن بآلهة شتى. في الأزمنة القديمة، حينما كانت توجد في هذه الأراضي دولة بلغار الفولغا، تخلت الوثنية عن مكانها للإسلام. وجلب إيفان الراهب المسيحية معه. ولكن تترستان المعاصرة عادت إلى الإسلام من جديد. كانت بلغار الفولغا الشهيرة أول دولة في أراضي تتارستان الحالية ومنطقة الفولغا عموماً. قامت بلغار بدور كبير في حياة شعوب هذه المنطقة. وقد بدأوا هنا بصب الحديد الزهر لأول مرة في أوروبا. وبالإضافة إلى ذلك تطور هنا فن الصياغة والصناعة الجلدية والثقافة والتعليم. وفي القرن العاشر اعُتنق الإسلام كدين للدولة. وتسنى للمغول في القرن الثالث عشر الاستيلاء على بلغاريا الفولغا، فدخلت في تركيبة إمبراطورية جنكيز خان، ثم أصبحت جزءً من الأورطة الذهبية. منذ ألف سنة كانت مدينة بيلار القديمة، عاصمة بلغار الفولغا، تزدهي بكل عظمتها. كانت بيلار فعلاً من أكبر وأجمل المدن القديمة. ويقال أن بغداد والقسطنطينية فقط كانتا تتفوقان عليها من حيث المساحة. كانت مزدانة بأبواب من الذهب الخالص، ومحمية من الأعداء بقلعة عملاقة، ولم تكن قصورها ومساجدها الفاخرة أقل شأنا من مباني سمرقند الأسطورية. وقد دمرت المدينة بعد أن استولت الأرطة الذهبية على بلغار الفولغا. ولا يُرى هنا الآن على امتداد كيلومترات عديدة سوى حواجز ترابية تخفي أسس منشات كانت رائعة في يوم مضى. ولم يبق من دولة بلغار الفولغا العظيمة سوى ما يشير إلى ذكراها: مدينة بلغار القديمة الواقعة على مقربة شديدة من هنا. يقال أن بلغار اشتهرت بجمالها في العالم أجمع. كانت 147 مئذنة تزين المدينة، وكان الروس يسمون بلغار «الجنة». منذ نحو ألف سنة كانت تمد مجارٍ من السراميك إلى المباني ذات الطوابق الخمسة، وكذلك تمديدات المياه والتدفئة المركزية. وبالإضافة إلى ذلك، كانت هذه المدينة تعتبر بجدارة مركزاً تجارياً لمنطقة الفولغا، وكان الإقبال على البضائع المحلية يتجاوز نطاق البلاد بعيدا. يحيط بهذا المكان أساطير عديدة. تتحدث إحداها عن «الأميرة التي لا تحترق»، ابنة آخر خانات البلغار عبد الله. حينما استولى تيمورلنغ على بلغار، أمر بحرق البيت الذي اختبأت فيه أسرة الخان، وبقيت الفتاة بأعجوبة حية لم تمس بضرر. وبقي جمالها يأسر على الدوام فاتح الشرق العظيم. بلغار مكان مقدس لدى كل المسلمين. فقد دفن هنا، كما يقال، ثلاثة من الصحابة و36 من خانات الدولة البلغارية والعديد من شهداء العقيدة. بيد أن أجمل وأشهر المقدسات الإسلامية في تتارستان المعاصرة لا يقع هنا، بل في عاصمة الجمهورية، مدينة قازان. هذا مسجد «قول شريف» الذي كان في القرون الوسطى مشهوراً في العالم بأسره. وزيّن المسجد 8 مآذن، على عدد ولايات المملكة البلغارية. وهو اليوم أكبر مسجد في أوروبا. والكثير من الكنوز، التي أصبحت جزءً من منظر داخلي ومعروضات للمتحف الإسلامي الفريد الواقع هنا في المسجد، قد أهداها إلى قازان الزعماء الأجانب للجاليات الإسلامية. ثمة أكثر من ألف هيئة ديني مسجلة في أراضي جمهورية تتارستان! وعلى الرغم من أن أغلب سكان تتارستان يعتنقون الإسلام، فإن أهالي هذه الجمهورية يجدون متسعا من الوقت لإعطاء الأديان الأخرى حقها من التقدير. الدين هو فن القداسة"- هذا ما قاله رجال عظام. وعلى امتداد ألف سنة من تاريخ تتارستان اندمج هنا الدين والفن بحيث يتعذّر الفصل بينهما.